# Petersburg Towarowy Witebski
Petersburg Towarowy Witebski (ros. Санкт-Петербург-Товарный-Витебский) – towarowa stacja kolejowa w miejscowości Petersburg, w Rosji. Położona jest na linii Petersburg - Newel - Witebsk.

## Historia
Stacja powstała w czasach carskich. Początkowo nosiła nazwę Witebska Rozrządowa (ros. Витебская-Сортировочная).